# شانون (مغنية)
شانون (بالإنجليزية: Shannon)‏ هي مغنية أمريكية، ولدت في 2 مايو 1958 في واشنطن العاصمة في الولايات المتحدة.

## وصلات خارجية
- شانون على موقع IMDb (الإنجليزية)
- شانون على موقع ميوزك برينز (الإنجليزية)
- شانون على موقع أول ميوزيك (الإنجليزية)
- شانون على موقع ديسكوغز (الإنجليزية)